# Ошейниковый эйренис
Ошейниковый эйренис (лат. Eirenis collaris) — вид неядовитых змей из семейства ужеобразных.

## Описание
Некрупная змея, длина тела без хвоста достигает 31,6 см, хвост в 3,2—5,1 раза короче туловища с головой. Окраска однотонная серовато-оливковая, буровато-серая, коричневато-серая, красно-бурая или розовато-бежевая, у молодых змей на боках в передней половине тела могут быть тёмные продольные пунктирные линии или мелкие пятна. За головой на шее бурая, чёрно-бурая или чёрная поперечная полоса в виде ошейника, из-за которой вид получил своё название. Наиболее яркая эта полоса у молодых особей. Она занимает 4—6 поперечных рядов чешуй. Брюшная сторона однотонная сероватая, желтоватая, кремовая или красноватая.

## Ареал и места обитания
Ошейниковый эйренис распространён в Западной Азии и на крайнем юго-востоке Восточной Европы. При этом его ареал разделён на четыре изолированные части: самая северная охватывает восточную половину Кавказа в пределах Азербайджана, юго-востока Грузии, юга Армении и восточных предгорьев Дагестана. Вторая находится в северном и северо-восточном Иране (однако на север не проникает дальше озера Урмия и южных предгорьев Эльбурских гор) и прилегающих районах юго-востока Турции и севера Ирака, третья — на западе Ирана у западных предгорьев центральной части горного массива Загрос и четвёртая, самая южная и одновременно самая восточная — на юге Ирана в провинции Керман. Обитает в полупустынях, глинистых и каменистых, на их открытых каменистых участках, на пологих и средней крутизны склонах с разреженной ксерофитной растительностью, произрастающей, в частности, на мягких, слабокаменистых и полупесчаных почвах степного типа. Встречается также на пашнях и заброшенных рисовых плантациях. В горы не поднимается выше 1700 м над уровнем моря. Держится обычно под камнями или комьями земли, может заползать в трещины почвы и в пустующие норки пауков тарантулов и крупных насекомых. Полвека назад в Армении в конце апреля — начале мая на площади 100 м² находили до 11 особей этого вида, а в Азербайджане на зимовках встречалось даже до 20—30 особей.
Выделяют 2 подвида:
- Eirenis collaris macrospilotus (Werner, 1903) — встречается в Араратском регионе на крайнем востоке Турции, известен всего по нескольким экземплярам[5];
- Eirenis collaris collaris (Ménétriés, 1832) — номинативный подвид, распространённый на всей остальной части ареала.

## Образ жизни
Весной, после зимовки, ошейниковые эйренисы появляются в марте — начале апреля. На зимовку уходят в долине Аракса до конца октября, однако на юге Азербайджана в конце ноября ещё активны. Питаются эти змеи в основном беспозвоночными: сверчками, личинками жуков, пауками, мокрицами, саранчовыми, земляными червями, изредка может поедать мелких ящериц.

## Размножение
Самка откладывает от 4 до 8 яиц (чаще всего 5) размером примерно 17 × 19 мм. В Армении откладка происходит со второй половины июля. Молодые змейки появляются осенью — в конце сентября — ноябре. Длина тела новорожденных (без хвоста) достигает 9,6—10,0 см.

## Охрана
Международным союзом охраны природы ошейниковый эйренис относится к видам, не вызывающим опасений. Однако он занесён в Приложение III (Охраняемые виды фауны) Бернской конвенции и «Аннотированный перечень таксонов и популяций, нуждающихся в особом внимании к их состоянию в природной среде» Красной книги РФ. В Закавказье охраняется в Хосровском, Шикахохском и Турианчайском заповедниках, национальном парке Вашловани и заповеднике «Эльдарская сосна».

## Фото

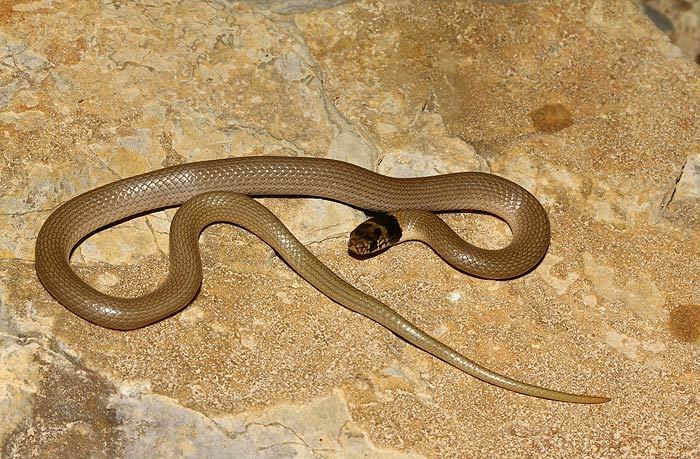
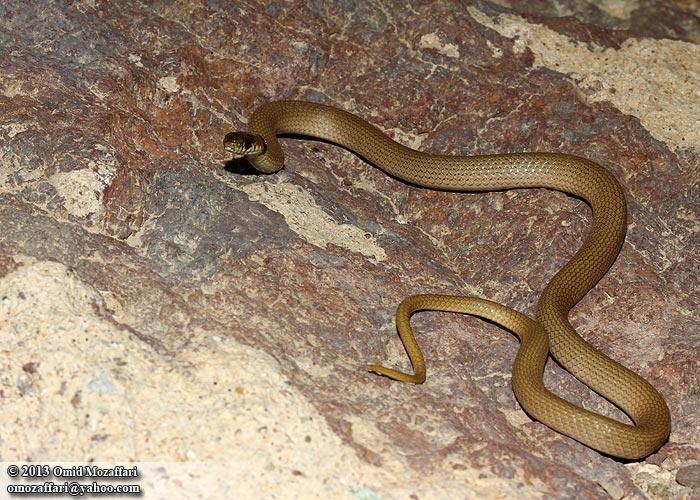
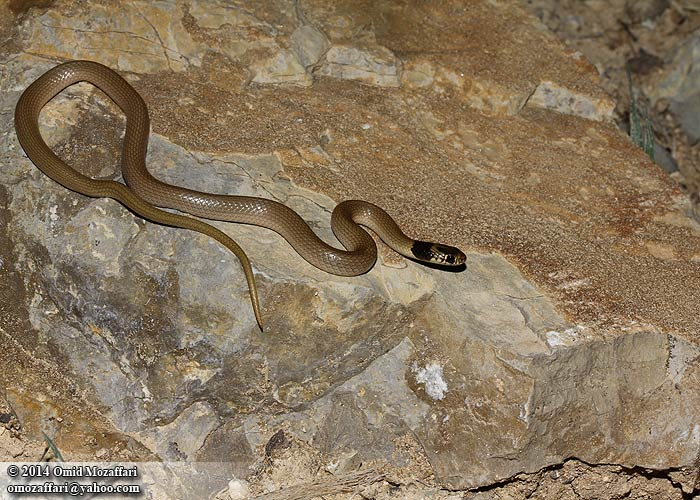